# Geometrijski lik
U Euklidskoj geometriji, geometrijski lik je dio ravnine omeđen s konačno mnogo dužina ili zakrivljenih crta. Geometrijski lik u svom opisu ne sadrži sljedeće informacije: položaj, veličinu, orijentaciju i refleksiju.
Mnogokut je dio ravnine omeđen zatvorenom izlomljenom dužinom. Trokut, kvadrat i peterokut neki su od mnogokuta. Krug i elipsa omeđeni su krivuljama.
Geometrijski lik je konveksan ili konkavan. Konveksan je ako mu pripada svaka dužina čiji vrhovi pripadaju liku.
Duljina stranica i veličina kuteva računa se koristeći trigonometriju.

### Sličnost
Ako se iz geometrijskog lika translacijom, rotacijom, refleksijom i skaliranjem može dobiti drugi, oni su slični. Sve odgovarajuće stranice odnose se u jednakom omjeru:
{\displaystyle a_{1}:a'_{1}=a_{2}:a'_{2}=...=a_{n}:a'_{n}=k}
Površine im se odnose kao:
{\displaystyle P:P'=k^{2}}

### Sukladnost
Ako se iz jednog lika samo translacijom, rotacijom i refleksijom može dobiti drugi lik, oni su sukladni. Sve su im stranice jednake duljine te imaju jednake površine. Ujedno su i slični s koeficijentom sličnosti k = 1